# المیرا (اورگن)
المیرا (به انگلیسی: Elmira) یک منطقهٔ مسکونی در ایالات متحده آمریکا است که در شهرستان لین، اورگن واقع شده‌است.